# Galaxie naine du Dragon
Pour les articles homonymes, voir Dragon.
La galaxie naine du Dragon est une galaxie naine sphéroïdale située à environ 260 000 années-lumière de la Terre, dans la constellation du dragon,.
Elle est une galaxie satellite de la Voie lactée, découverte en 1954 par Albert George Wilson de l'Observatoire Lowell à l'aide de plaques photographiques du Palomar Observatory Sky Survey (POSS).
Compte tenu de sa magnitude absolue et de sa luminosité, il s'agit de l'un des compagnons les moins voyants de notre galaxie. Des études récentes ont indiqué que la galaxie pourrait potentiellement contenir de grandes quantités de matière noire. 

## Caractéristiques
La galaxie se trouve approximativement à 80 ± 10 kiloparsecs (kpc) de la terre et s’étend sur une distance de 830 ± 100 par 570 ± 70 parsecs (pc). En analysant la distribution des étoiles en 1964, Paul W. Hodge conclut que l'ellipticité de la galaxie naine du Dragon était de 0,29±0,04. 
La galaxie naine du dragon contient plusieurs étoiles de type géante rouge. Cinq étoiles carbonées dans la galaxie et quatre probables géantes asymptotiques ont également été détectées.
En 1961, Walter Baade et Henrietta Hill Swope étudient la galaxie naine et y découvrent plus de 260 étoiles variables en son centre. Toutes ces étoiles sauf cinq furent classées dans la catégorie des variables de type RR Lyrae. 
La galaxie naine du Dragon contient principalement une vieille population d'étoiles et une quantité négligeable de matière interstellaire. De 75 % à 90 % de ses étoiles ont été formées il y a plus de 10 milliards d'années. Après un bas taux de formation d'étoiles, il y a eu un sursaut de formation d'étoiles il y a environ 2 à 3 milliards d’années.

## Matière noire
Récemment, les galaxies sphéroïdales sont devenues des objets clés pour l’étude de la matière noire. La galaxie naine du Dragon est l'une de celles qui a reçu une attention spéciale. Les calculs ont révélé une grande dispersion de vélocité interne donnant un rapport de masse par luminosité de plus de 440 M☉/L☉, suggérant de grandes quantités de matière noire. La grande dispersion de vélocité pourrait être expliquée par le phénomène connu des galaxies naines subissant un effet de marée (courants stellaires virtuellement non-reliés de galaxies naines perturbées par effet de marée de la Voie lactée). Cependant, la faible largeur de 570 parsecs de cette galaxie naine ne conforte pas cette hypothèse. Cela fait de la matière noire une très bonne candidate au phénomène de dispersion et, partant, de la galaxie naine du Dragon l’objet avec la plus grande concentration de matière noire connue (en 2007).